# Uca
Pour le sigle, voir UCA.
Crabes violonistes
Genre
Uca est un genre de crabes de la famille des Ocypodidae dont les espèces sont parfois appelées Crabes violonistes. 

## Description
Le genre Uca est assez similaire au genre Ocypode mais s'en distingue par le pédoncule qui ne s'étend pas au-delà des yeux.
Les pattes antérieures (pinces) sont très inégales et, en particulier, les mâles présentent une pince beaucoup plus grande que l'autre. La carapace est rhomboïdale tirant vers le carré. Les pédoncules oculaires atteignent les angles externes antérieurs de la carapace. Le pédoncule ne s'étend pas au-delà des yeux. 
Dans les mangroves, de même que les racines de la plante Avicennia marina ces crabes réoxygènent le sédiment vaseux et modifient le cycle du soufre en contribuant à la biogéochimie des sulfures.

## Liste des espèces
Selon World Register of Marine Species (28 mars 2025) :
- † Uca hamlini Rathbun, 1926
- Uca heteropleura (Smith, 1870)
- Uca insignis (H. Milne Edwards, 1852)
- Uca intermedia von Prahl & Toro, 1985
- Uca major (Herbst, 1782)
- Uca maracoani (Latreille, 1803)
- † Uca miocenica Artal, 2008
- Uca monilifera Rathbun, 1914
- † Uca nitida (Desmarest, 1817)
- † Uca oldroydi Rathbun, 1926
- Uca ornata (Smith, 1870)
- Uca princeps (Smith, 1870)
- Uca stylifera (H. Milne Edwards, 1852)

## Systématique
Le nom valide complet (avec auteur) de ce taxon est Uca Leach, 1814,.
Ces espèces sont parfois appelées Crabes violonistes, toutefois en français ce terme fait essentiellement référence à l’espèce Leptuca pugilator.
De nombreuses espèces précédemment classées dans le genre Uca ont été déplacées dans les genres :
- Afruca Crane, 1975
- Austruca Bott, 1973
- Cranuca Beinlich & von Hagen, 2006
- Gelasimus Latreille, 1817
- Leptuca Bott, 1973
- Minuca Bott, 1954
- Paraleptuca Bott, 1973
- Petruca Shih, Ng & Christy, 2015
- Tubuca Bott, 1973

Uca a pour synonymes :
- Acanthoplax H. Milne Edwards, 1852
- Eurycheles Rathbun, 1914
- Gelasimus (Acanthoplax) (H. Milne Edwards, 1852)
- Heteruca Bott, 1973
- Uca (Uca) Leach, 1814

### Publication originale
- (en) W. E. Leach, « Crustaceology », The Edinburgh Encyclopædia, Londres, vol. 7,‎ 1814, p. 385–437 (lire en ligne, consulté le 28 mars 2025).